# Компресорний провулок (Мелітополь)
Компресорний провулок — провулок у Мелітополі, що йде від вулиці 8 Березня і закінчується глухим кутом. Південною стороною межує із хлібозаводом. На заході, за глухим кутом, знаходиться територія м'ясокомбінату. Повністю зайнятий приватним сектором. Покриття ґрунтове.

## Назва
Провулок названий на честь Мелітопольського компресорного заводу (ПАТ «Мелітопольський компресор», «Мелком») — найбільшого в СНД підприємства в галузі компресоробудування, що розташувалося неподалік на вулиці Героїв України.

## Історія
24 квітня 1957 року на засіданні міськвиконкому було прийнято рішення про найменування Компресорним нового провулку, що прорізався. Цього ж дня аналогічне рішення було ухвалено стосовно вулиці 23 Жовтня, яка знаходиться в іншій частині міста.

## Галерея
|                                                        |                             |                            |
|                                                        | виїзд із провулка           | табличка з назвою провулка |
|                                                        |                             |                            |
| вид на багатоповерховий будинок на вул. Героїв України | глухий кут в кінці провулка |                            |